# Zabrdje
Zabrdje – wieś w Słowenii, w gminie Mirna. W 2018 roku liczyła 160 mieszkańców.